# Мемориальный стадион имени Хосе Рисаля
Эль Рисаль Мемориал Стадиум (исп. El Rizal Memorial Stadium) — национальный стадион Филиппин, расположен на территории спортивного комплекса Ризал Мемориал в Маниле. Стадион принимал различные спортивные соревнования Азии. Стадион был непригоден для проведения международных матчей и в 2011 году был реконструирован.
Стадион является домашним для сборной Филиппин по футболу.

## Крупнейшие мероприятия

### Спортивные
Мемориальный стадион имени Хосе Рисаля был основной площадкой для различных футбольных и легко атлетических соревнований:
- Дальневосточные Игры 1934
- Летние Азиатские игры 1954
- Молодёжный чемпионат АФК 1966
- Молодёжный чемпионат АФК 1970
- Игры Юго-Восточной Азии 1981
- Игры Юго-Восточной Азии 1991
- Чемпионат Азии по лёгкой атлетике 1993
- Чемпионат Азии по лёгкой атлетике 2003
- Игры Юго-Восточной Азии 2005
- Philippine Peace Cup 2012
- Чемпионат АСЕАН по футболу 2012 (полуфинал)

### Концерты
- Концерты The Beatles[3]